# Andrés Aguilar Mawdsley
Andrés Aguilar Mawdsley (* 10. Juli 1924 in Caracas; † 24. Oktober 1995 in Den Haag) war ein venezolanischer Jurist und Diplomat. Er vertrat sein Heimatland als Botschafter bei den Vereinten Nationen sowie als Gesandter in den USA und wirkte von 1958 bis 1962 als Justizminister Venezuelas. Von 1991 bis zu seinem Tod amtierte er als Richter am Internationalen Gerichtshof.

## Leben
Andrés Aguilar Mawdsley studierte an der Universidad Central de Venezuela, an der er in Politik- und Sozialwissenschaften promovierte, sowie an der McGill University im kanadischen Montreal, an der er einen Master-Abschluss in Zivilrecht erlangte. Ab 1948 unterrichtete er als Dozent für Zivilrecht an der Universidad Central de Venezuela und ab 1954 auch an der Universidad Católica Andrés Bello, 1958 wurde er an beiden Universitäten zum Professor ernannt.
Von 1958 bis 1962 amtierte er als Justizminister seines Heimatlandes. Anschließend wirkte er von 1963 bis 1965 als Botschafter Venezuelas beim Büro der Vereinten Nationen in Genf sowie von 1969 bis 1972 als ständiger Vertreter beim UN-Hauptquartier in New York City. In der Zeit von 1972 bis 1974 war er als außerordentlicher und bevollmächtigter Gesandter Venezuelas in den Vereinigten Staaten tätig, anschließend war er von 1975 bis 1983 Rechtsbeistand und juristischer Vertreter von Petróleos de Venezuela, dem staatlichen Mineralölunternehmen Venezuelas. Er war darüber hinaus von 1972 bis 1985 Mitglied und während dieser Zeit mehrfach Präsident der Interamerikanischen Kommission für Menschenrechte.
Von 1986 bis 1991 vertrat er sein Heimatland erneut als ständiger Vertreter bei den Vereinten Nationen in New York. Im November 1990 wurde er vom Sicherheitsrat und von der Generalversammlung der Vereinten Nationen zum Richter an den Internationalen Gerichtshof in Den Haag gewählt. Er trat sein Amt im Februar 1991 an, verstarb jedoch im Oktober 1995 nach etwa der Hälfte seiner turnusgemäß neunjährigen Amtszeit. Den Traditionen des Gerichts entsprechend wurde sein Landsmann Gonzalo Parra-Aranguren zu seinem Nachfolger für die verbleibende Amtsdauer von Andrés Aguilar Mawdsley gewählt.
Andrés Aguilar Mawdsley gehörte ab 1978 der Academia de Ciencias Políticas y Sociales de Venezuela (Akademie der politischen und gesellschaftlichen Wissenschaften Venezuelas) an und war darüber hinaus ab 1983 Mitglied des Institut de Droit international.

## Publikationen (Auswahl)
- Aceptación de la jurisdicción obligatoria de la Corte Internacional de Justicia - reservas a la clausula opcional. In: Revista de derecho público. 55/56, 1993, ISSN 1317-2719, S. 5–46.
- La jurisdicción contenciosa de la Corte Internacional de Justicia a la luz de la jurisprudencia de este alto tribunal. In: Manuel Rama-Montaldo (Hrsg.): El derecho internacional en un mundo en transformación - liber amicorum en homenaje al Profesor Eduardo Jiménez de Aréchaga. Fundación de Cultura Univ., Montevideo 1994, S. 1099–1128.
- La validez o nulidad de las sentencias arbitrales en el derecho internacional público. In: Revista de la Facultad de Ciencias Jurídicas y Políticas. 41, 1996, ISSN 0798-4456, S. 19–47.